# ميكائيل يمير
ميكائيل يمير هو لاعب كرة مضرب سويدي من أصل أثيوبي وهو الأخ الأصغر للاعب كرة المضرب إلياس يمير.

## روابط خارجية
- ميكائيل يمير على موقع رابطة محترفي التنس (الإنجليزية)
- ميكائيل يمير على موقع الاتحاد الدولي لكرة المضرب (الإنجليزية)
- ميكائيل يمير على موقع كأس ديفيز (الإنجليزية)
- ميكائيل يمير على موقع خلاصة التنس.كوم (الإنجليزية)
- ميكائيل يمير على موقع إي إس بي إن.كوم (الإنجليزية)